# Lonja de la Seda
A Bolsa ou Mercado da Seda de Valência (em castelhano: Lonja de la Seda de Valencia ou Lonja dos Mercaderes; em catalão: Llotja de la Seda, Llotja de València ou Llotja de Mercaders) é uma obra-prima do gótico civil situada no centro histórico da cidade de Valência, Espanha.
Construído entre 1482 e 1533, foi usada originalmente no comércio de seda e sempre foi um centro comercial. É uma obra que evidencia o poder e riqueza da cidade de Valência nos séculos XV e XVI.
Este edifício está dividido em quatro zonas, entre as quais se destacam o salão colunário e contíguo ao mesmo a antiga capela e o salão do consulado de comércio, um impressionante espaço coroado por abóbadas em cruzaria sustentadas em duas fileiras de colunas helicoidais de 16 metros que assemelham-se a palmeiras.
O torreão que se acede por uma escada de caracol sem eixo central, o Caracol do Mercado, divide o edifício em dois corpos, o da Bolsa de Contratação e a sede do Consulado do Mar, tribunal criado em 1283. O seu Salão das Juntas, a que se pode aceder através do jardim, posuí um artesoado realmente espetacular.
Neste edifício também instalou-se a Taula de Canvis, um banco que começou a funcionar em Valência no ano de 1408. A ornamentação do edifíco e da sua fachada, com várias figuras simbólicas e grotescas merecem a cuidada apreciação por parte de quem a visita.

## UNESCO
Foi incluída na lista de Património Mundial da UNESCO em 1996.